# Camellia
在密碼學中，Camellia是一種為許多組織所推崇的塊密碼（block cipher），包括歐盟的NESSIE項目（作為選定算法）和日本的CRYPTREC項目（作為推薦算法）。該算法由三菱和日本電信電話（NTT）在2000年共同發明，它和早期的塊算法（E2及MISTY1）有相似的設計思想。
Camellia算法每塊的的長度（block size）為128位元，金鑰長度則可以使用128、192或256位元。具有與AES同等級的安全強度及運算量。

## 設計
在計算方面，Camellia採用18輪（128位元）或者24輪（192或256位元）的Feistel cipher。每6輪就會做一個邏輯變換，即所謂的「FL-函數」或者它的反函數。這種算法也使用輸入、輸出key whitening。

## 專利狀態
雖然受到專利保護，但在2001年時NTT宣佈Camellia為買斷式版權。

## 使用情況
2008年時將Camellia被加入進Mozilla Firefox 3。同年稍晚，FreeBSD也宣佈在6.4-RELEASE內加入Camellia。2009年9月，GnuPG在1.4.10版加入Camellia支援。

## 外部連結
- Camellia 网站（页面存档备份，存于）
- 使用Camellia的产品（页面存档备份，存于）
- 参考代码（页面存档备份，存于）
- RFC 3657 — Use of the Camellia Encryption Algorithm in Cryptographic Message Syntax (CMS)
- RFC 4312 — The Camellia Cipher Algorithm and Its Use With IPsec